# Soul Cake
Soul Cake – singel wydany w 2009 r., zwiastujący zimowy album Stinga pt. If on a Winter’s Night... Utwór „Soul Cake” jest inspirowany angielską pieśnią z 1891 r.
Soul cakes to ciastka pieczone w dniu Wszystkich Świętych zgodnie z irlandzką i brytyjską, średniowieczną tradycją. Do tych ciastek dodawane są cynamon, imbir, rodzynki, gałka muszkatołowa. Lekko ostry smak ma symbolizować dusze z czyśćca, w którym ulegają one oczyszczeniu za grzechy popełnione za życia. Według tradycji, jeśli ktoś zje takie ciastko, uwalnia on cierpiącą duszę do raju.

## Pozycje na listach przebojów
| Lp3 | LPMN | SLiP | Lista Radia PiK |
| --- | ---- | ---- | --------------- |
| 2   | 1    | -    | 7               |